# XtreemOS

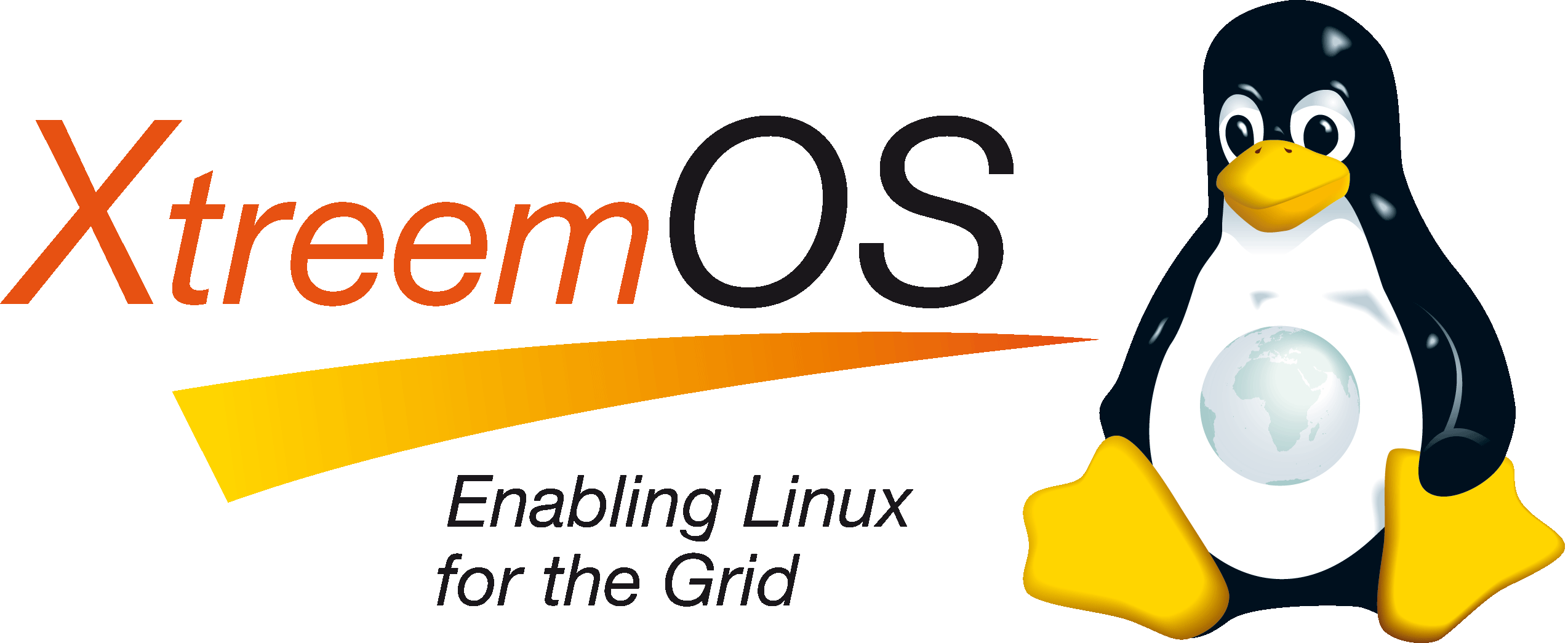
Logo

XtreemOS ist ein integriertes Projekt, für das vonseiten der Europäischen Union im Zuge des sechsten Rahmenprogramms, Fördermittel für Forschungstätigkeiten in Höhe von rund 14 Millionen Euro bereitgestellt wurden. Der vollständige Name des Projekts lautet Building and Promoting a Linux-Based Operating System to Support Virtual Organizations for Next Generation Grids.

## Ziele
Das XtreemOS Projekt ist detailliert im nicht-öffentlichen Vertrag FP6-033576 mit der Europäischen Kommission beschrieben.
Grundsätzliches Ziel ist die Entwicklung eines praxistauglichen Open-Source-Betriebssystems, das in der Lage ist Grid-Computing anzubieten. Dazu werden zwei elementare Abstraktionen benutzt: Virtuelle Organisationen und das XtreemOS-Grid.
Eine Virtuelle Organisation (VO) hat in diesem Kontext eine eher infrastrukturelle Bedeutung, so dass darunter eine Verbindung von geografisch getrennten Individuen, Gruppen, organisatorischen Einheiten oder ganze Organisationen zum Zwecke der gemeinsamen Nutzung von Ressourcen, Fähigkeiten und Informationen, „unterstützt durch Mittel der EDV“ zu verstehen ist. Ein zentraler Problempunkt dabei ist die Administration dieser VOs. Aktuelle Grid-Umgebungen machen in dieser Hinsicht einen hohen Aufwand erforderlich, weil Benutzerprofile und Sicherheitspolitiken speziell für die VO eingerichtet werden müssen. Da es sich bei XtreemOS um ein vollständiges Betriebssystem handelt, wird es möglich sowohl Benutzerprofile als auch Sicherheitsaspekte einer administrativen Domain (z. B. die Rechner von Firma A) auch in einer VO (Rechner der Firma A und Rechner der Firma B) zu benutzen und die Zugriffspolitiken global durchzusetzen, so dass der zusätzliche Verwaltungsaufwand minimal bleibt.
Die Unterstützung von VOs wird vom zweiten Sub-Project verfolgt. Dabei wird ein bestehender Linux-Kern so verändert, dass er die erforderliche Unterstützung bietet und es zudem erlaubt das XtreemOS-Grid aufzubauen.
Das XtreemOS-Grid entspricht einer beliebig großen Menge von Computern (Grid-Knoten) innerhalb einer VO und ist für das Speichern von Informationen sowie die Ausführung von Anwendungen oder ganz abstrakt betrachtet die Erfüllung von Diensten zuständig. Der Begriff Computer umfasst dabei die ganze Bandbreite an technischen Geräten, die in der Lage sind Anwendungen auszuführen und durch eine Schnittstelle über - in der Regel heterogene - Netzwerke miteinander verbunden werden können. Die beteiligten Computer werden dabei in Zugriffspunkte (alle Mitglieder einer VO) und in Ressourcen-Anbieter (Mitglieder des Grids) kategorisiert.
Im Verlauf des Projekts soll zunächst evaluiert werden welche Dienste für ein Grid-System erforderlich sind um diese dann später zu entwickeln und zu optimieren. Zusätzlich sollen diese Dienste ein maximales Maß an Skalierbarkeit, Performance, Sicherheit und Fehlertoleranz aufweisen und eine hohe Verteilungstransparenz besitzen (nicht-funktionale Eigenschaften). Da davon auszugehen ist, dass es sich dabei um Dienste in einem hochdynamischen Umfeld handelt, sind noch Konzepte zu entwickeln, die diese nicht-funktionalen Eigenschaften garantieren können. Die Integration des VO- und damit des Grid-Konzeptes in das Betriebssystem erlaubt zudem ein sehr fein-granulares Monitoring einzelner Ressource, das auch für die Verwaltung des Grid verwendet werden kann, um zum Beispiel überlastete Knoten zu erkennen.

## Organisation und Struktur
Das Projekt ist in fünf sogenannte Sub-Projects (Unter-Projekte) unterteilt, von denen besonders Sub-Project 2 (Linux for Virtual Organisations) und Sub-Project 3 (Grid-Support in Linux) als zentrale Elemente heraustreten.
Unter-Projekte sind wiederum in Work Packages (Arbeitspakete) gliedert, innerhalb derer Tasks (Aufgaben) als Modularisierungsstrukturen existieren. Jedem Work Package steht ein Work Package Leader (Arbeitsgruppenleiter) vor, der für die Arbeit innerhalb des Work Packages verantwortlich zeichnet, also unter anderem für die Kommunikation und Koordination zwischen den einzelnen Teilnehmern und die planmäßige Fertigstellung der Deliverables und Milestones sorgt.
Die Work Package Leader stellen die Organisation auf operativer Ebene dar. Wie die Arbeitsgruppenleiter die Mitglieder ihrer Arbeitsgruppen koordinieren, kümmern sich die Leiter der Sub-Projects um die Koordination der Arbeitsgruppen und der Projektleiter um das Zusammenspiel der Unter-Projekte.
Auf administrativer und finanzieller Ebene wird das Projekt von einem Koordinator organisiert, der die Verbindung zwischen dem XtreemOS-Konsortium und der Europäischen Kommission herstellt.
Das Exekutiv-Komitee setzt sich aus Arbeitsgruppenleiter, Leiter der Unter-Projekte, Koordinator und Projektleiter zusammen und wird von letzterem vorgestanden. Als ausführendes Organ ist es hauptsächlich für die Realisierung der vom Verwaltungsrat vorgegebenen wissenschaftlichen Ziele zuständig. Allerdings hat es auch das Recht dem Verwaltungsrat Vorschläge hinsichtlich der Zielstellungen zu machen, die von diesem als strategisches Entscheidungsorgan und höchster Kontrollinstanz gebilligt werden müssen. Der Verwaltungsrat wird aus einem Repräsentanten jedes Mitgliedes gebildet, wobei dem Projektleiter der Vorsitz zusteht.

### Zeitplan
Der zeitliche Ablauf für das XtreemOS-Projekt ist in vier Phasen eingeteilt.
In der ersten Phase vom Start des Projekts (Juni 2006) bis zum einschließlich sechsten Monat (Ende November 2006) geht es vorwiegend darum zu spezifizieren, wie die Unterstützung für VOs aussieht und welche Funktionalität welcher der Grid-Dienste erfüllt. Von Monat sieben bis Monat 18 sollen anschließend die Basis-Mechanismen und -Dienste implementiert und getestet werden. In dieser Zeit sollen auch die von den Industriepartnern bereitgestellten Testszenarien fertiggestellt werden.
Zu Beginn der dritten Phase (sechs Monate) sollen die Software-Module, die während der zweiten Phase erstellt wurden integriert und zu Paketen zusammengefasst werden, während die letzten 24 Monaten dazu dienen das bisher existierende System zu verbessern und zu erweitern. Während dieser Phase wird es jedes halbe Jahr eine Working Release-Version geben. Innerhalb des letzten Jahres werden Versionen des Betriebssystems veröffentlicht, zu denen auch Support angeboten werden wird.
Sowohl die Integration, als auch die Verbreitung der öffentlichen Releases sowie deren Support, wird von den am Projekt beteiligten Distributoren übernommen.

### Teilnehmer
Am Projekt sind 17 universitäre und industrielle Partner aus ganz Europa beteiligt sowie je ein industrieller und universitärer Partner aus China. Die folgende Liste zeigt die an XtreemOS mitwirkenden Organisationen, sowie deren damit betrauten Hauptverantwortliche:
Spanien
- Barcelona Supercomputing Center (BSC): Jesùs Labarta, Eduard Ayguade, Toni Cortes, Xavi Martorell, Julita Corbalan
- Telefónica Gruppe (TID): David Artuñedo, Santiago Prieto, Alvaro Martínez

Frankreich
- Caisse des dépôts et consignations (CDC): Jean-Noël Forget
- Edge-IT: Antoine Ginies, Samir Ballabes
- European Aeronautic Defence and Space Company (EADS): Guillaume Alleon, Jerome Robert
- Institut national de recherche en informatique et en automatique (INRIA): Christine Morin, Yvon Jegou, David Margery, Thierry Priol

Italien
- Consiglio Nazionale delle Ricerche (CNR), als gemeinsame Forschungsgruppe von Istituto di scienza e tecnologie dell'informazione „Alessandro Faedo“ (ISTI-CNR), Istituto di calcolo e reti ad alte prestazioni (ICAR) und der Universität Pisa und der Universität Kalabrien: Domenico Laforenza, Marco Danelutto, Salvatore Orlando, Domenico Talia, Domenico Saccà, Marco Vanneschi
- T6: Italien, Andrea Nicolai, Mauro Giorgetti

Großbritannien
- Council for the Central Laboratory of the Research Councils (CCLRC): Alvaro Arenas, Juan Bicarregui, Keith Jeffery, Damian Mac Randal, Michael Wilson

Niederlande
- Freie Universität Amsterdam (Department of Computer Science): Marteen van Steen, Thilo Kielmann, Guillaume Pierre

China
- Institute of Computing Technology (ICT): Zhiwei Xu, Wei Li, Haiyan Yu
- Red Flag Software: Pengcheng Zou, Xiaolin Chang

Deutschland
- Konrad-Zuse-Zentrum für Informationstechnik Berlin: Alexander Reinefeld
- NEC High Performance Computing Europe (NEC-HPCE), Erich Focht
- SAP: Carsten Franke, Bernd Scheuermann
- Universität Ulm (Abteilung für Verteilte Systeme): Peter Schulthess, Franz J. Hauck, Jörg Domaschka
- Heinrich-Heine-Universität Düsseldorf: Michael Schöttner

Slowenien
- XLAB: Gregor Pipan, Jaka Močnik, Uroš Jovanovič